# جشنواره (فیلم ۱۹۴۸)
جشنواره (به هندی: Mela) یا نمایشگاه (به انگلیسی: The Fair) فیلمی هندی محصول سال ۱۹۴۸ و به کارگردانی اس. یو سانی است. در این فیلم بازیگرانی همچون دیلیپ کومار، نرگس دات و رحمان ایفای نقش کرده‌اند.